# Ракетные катера типа «Саар-4»

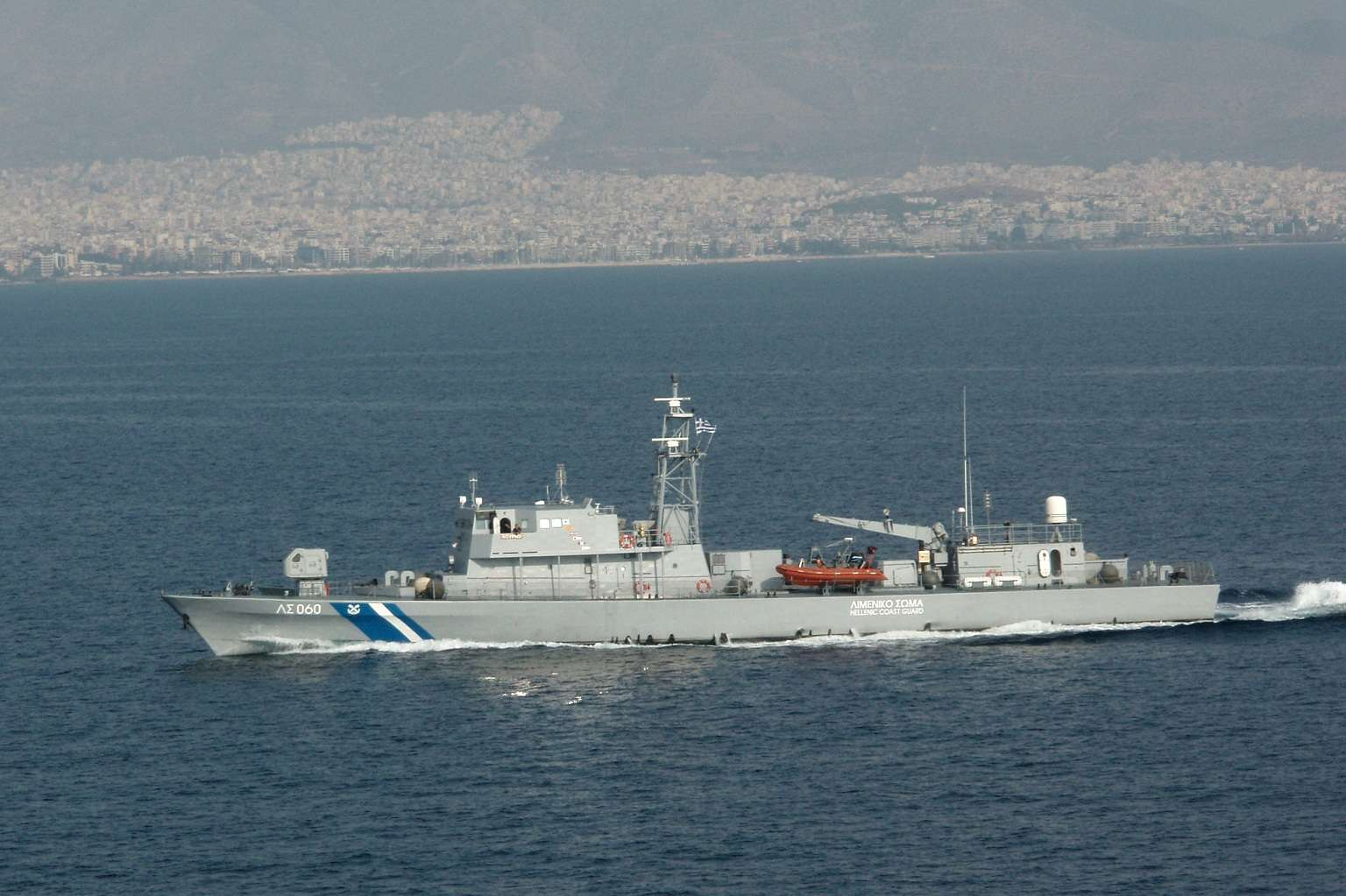
Патрульный катер типа «Саар-4» у берегов Греции

Saar 4 (ивр. סער 4‎ - «Решеф») серия ракетных катеров Израильских ВМС.
Катера построены фирмой «Израильские судоверфи». В ходе Войны Судного дня (1973 г.) два катера типа «Саар 4» участвовали в ракетных боях с египетскими и сирийскими ВМС.
Всего ВМС Израиля получили 10 катеров этого типа — «Решеф» (1973 г.), «Кешет» (1973 г.), «Ромах» (1974 г.), «Кидон» (1974 г.), «Таршиш» (1975 г.), «Яффо» (1975 г.), «Ницахон» (1978 г.), «Ацмаут» (1979 г.), «Моледет» (1979 г.) и «Комемиют» (1980 г.).
3 катера построены в Хайфе в 1977—1978 гг. для ЮАР, ещё 6 построены в 1978—1986 гг. в ЮАР по лицензии.
В 2000 году два израильских катера были проданы ВМС Шри-Ланки. Три катера впоследствии были модифицированы до типа «Хец» («Саар 4.5»).
В 2002 году Греция заказала три катера «Саар-4» в варианте сторожевого катера (вооружение состоит из 30- и 20-мм АУ) для своей береговой охраны. Первый катер был поставлен в Грецию 23.12.2003.
2 катера входят в состав ВМС Экваториальной Гвинеи.

## ТТХ
- Водоизмещение: 415 тонн
- Длина: 58 м (190 футов)
- Ширина: 7,62 м (25,0 фута)
- Осадка: 2,4 м (7,9 фута)
- Двигатели: 4 МТУ дизелей 12000 лошадиных сил (8900 кВт), 4 винта
- Скорость: 33 узла (61 км/ч)
- Диапазон: 4800 морских миль (8900 км) на скорости 19 узлов (35 км/ч), 2200 морских миль (4100 км) на скорости 30 узлов (56 км/ч)
- Вооружение:

8 ракет Harpoon («Гарпун») или 6 ракет «Габриэль»
- Фаланкс CIWS Mk.15 + 1 76-мм пушка или 2 76-мм пушки Ото Мелара

## Находился на вооружении стран
- Чили
- ЮАР
- Шри-Ланка
- Греция
- Экваториальная Гвинея